# Mary Lilian Baels
Mary Lilian Baels, vollständiger Name Mary Lilian Henriette Lucie Joséphine Ghislaine (* 28. November 1916 in London, England; † 7. Juni 2002 in Brüssel), die spätere Prinzessin von Réthy, war die umstrittene zweite Ehefrau des belgischen Königs Leopold III.

## Kindheit und Jugend
Mary Lilian Baels wurde in Highbury im Londoner Stadtbezirk Islington als eines von acht Kindern von Henri Baels, einem Rechtsanwalt und Politiker aus Ostende, und seiner Ehefrau Anne Marie de Visscher geboren. Ihre Eltern lebten während der Zeit des Ersten Weltkrieges in England. Lilian Baels sprach Französisch, Niederländisch (Flämisch) und Englisch.
1936 wurde Henri Baels belgischer Landwirtschaftsminister und König Leopold III. ernannte ihn zum Gouverneur (königlichen Repräsentanten) für die Provinz Westflandern. Als leidenschaftlicher Golfspieler war er häufiger Gast bei den Golf-Turnieren in Knokke, wo König Leopold auf dessen Tochter Lilian aufmerksam wurde. König Leopold war verwitwet und die beiden wurden häufig Golfpartner. (Die erste, sehr beliebte Ehefrau des Königs, Königin Astrid, starb 1935 im Alter von 29 Jahren bei einem Autounfall. Ihr Mann war erst ein Jahr lang König gewesen. Er lenkte den Wagen und verlor in einem unbedachten Moment die Herrschaft über das Fahrzeug). Die häufigen Treffen des noch in Trauer befindlichen Königs mit der Bürgerlichen wurden mit Argwohn beobachtet, doch die Königinmutter Elisabeth unterstützte die Verbindung. Laut einer inoffiziellen Biografie wurde die junge Lilian von ihr eingeladen, um ihrem Sohn über dessen Sorgen hinweg zu helfen. Die genauen Details werden voraussichtlich erst 2033 ans Tageslicht kommen, wenn die Liebesbriefe des jungen Paares für Studienzwecke zugänglich gemacht werden.

## Heirat mit dem König
Am 11. September 1941 heiratete Lilian Baels den König in einer geheimen, rein kirchlichen, Zeremonie, die vor dem belgischen Gesetz keine Gültigkeit hatte. Erst zwei Monate später, am 6. Dezember 1941, wurde das Paar auch standesamtlich verheiratet, obwohl in Belgien gewöhnlich die standesamtliche Eheschließung der kirchlichen voraus geht. Die genauen Gründe dafür sind nicht bekannt. Vermutlich betrachtete der König Lilian zunächst nur als inoffizielle, geheime Ehefrau und änderte erst später seine Meinung. Zwischen den beiden Trauungen dürften die beiden auch erfahren haben, dass Lilian schwanger war, da das erste Kind der beiden sieben Monate nach der zweiten Zeremonie zur Welt kam.
Die Öffentlichkeit wurde erst einen Tag nach der standesamtlichen Trauung durch einen Brief des römisch-katholischen Erzbischofs von Brüssel-Mechelen, Jozef-Ernest Van Roey, informiert. Der Brief nannte auch den Titel der neuen Ehefrau des Königs: „Prinzessin von Réthy“ (und nicht: Königin Lilian) und verkündete auch, dass die gemeinsamen Kinder des Paares, obwohl sie Prinz und Prinzessinnen von Belgien sind, aus der Thronfolge ausgeschlossen sind. Der Titel „Prinzessin von Réthy“ wurde jedoch nie offiziell, da er von der Regierung nicht bestätigt wurde (Den Titel „Prinzessin von Belgien“ hat Lilian durch ihre Heirat jedoch automatisch erworben).

## Kontroverse und Intrigen
Der 6. Dezember 1941 wird als des Königs Pearl Harbor-Tag bezeichnet. Die öffentliche Ablehnung der zweiten Eheschließung war groß. Ein Nachruf im Londoner Daily Telegraph vom 6. Oktober 2002 durch einen belgischen Journalisten drückte das aus, was tausende im Land dachten: „Majestät, wir dachten, Sie hätten Ihre Blicke auf uns und unsere Trauer gewendet, stattdessen vergruben Sie Ihr Gesicht an der Schulter einer anderen Frau.“
Die neue Ehefrau des Königs wurde auch weithin und ungerechterweise der Sympathie mit dem Nationalsozialismus verdächtigt, unter anderem, da Adolf Hitler zur Vermählung Blumen und ein Glückwunschtelegramm übersandte. Die Heirat war in den Augen der meisten Belgier ein Affront gegenüber der vielgeliebten verstorbenen Königin. Leopolds Ruf wurde nach der Kapitulation Belgiens gegenüber Nazi-Deutschland im Jahre 1940 noch weiter unterminiert. Die Regierung musste ins Exil gehen und der König wurde für regierungsunfähig erklärt, sein Bruder Karl wurde zum Regenten ernannt.
Leopold und seine Familie lebten unter Hausarrest durch die Nazis in Belgien, Deutschland und Österreich und verbrachten nach dem Krieg einige Jahre im Schweizer Exil, bis sie 1950 nach einer Volksabstimmung wieder Belgien betreten durften. Da er den Unmut gegenüber seiner zweiten Eheschließung nicht zu besänftigen vermochte, und aufgrund von linken Protesten gegen seine Rückkehr ins Land, verzichtete er am 10. August 1950 zugunsten seines Sohnes Baudouin und dankte elf Monate später ab.
Es kamen jedoch alsbald Befürchtungen von Seiten königlicher Insider auf, dass der erst 20 Jahre junge Baudouin in die um nur vierzehn Jahre ältere Stiefmutter verliebt sei. Heimlich abgehörte Telefongespräche zwischen dem jungen König und der Prinzessin sorgten für Aufregung in den Ministerkreisen. Angeblich fuhren die beiden im Winter 1952–53 in zwei zusammen liegenden Zugabteils in den Urlaub nach Tirol, Details über diese Reise wurden nach dem Tod der Prinzessin an die Öffentlichkeit gebracht.
Mit der Zeit verebbten diese Gerüchte, für neuen Gesprächsstoff sorgte jedoch die Vermählung von König Baudouin am 15. Dezember 1960 mit der um zwei Jahre älteren spanischen Adligen Fabiola de Mora y Aragón. Als die beiden von der Hochzeitsreise zurückkamen, waren Leopold und Prinzessin Lilian abrupt aus dem Königsschloss in Laeken, in dem sie gemeinsam mit Baudouin für zehn Jahre lebten, ausgezogen und waren in das Landhaus Domaine d’Argenteuil bei Waterloo gezogen. Dort empfingen sie in Diskretion zahlreiche Gäste, darunter auch die britische Königin Elisabeth II. und Prinz Philip. Das Paar entfremdete sich jedoch zunehmend und trat nur mehr einmal gemeinsam in der Öffentlichkeit auf: bei den Trauerfeierlichkeiten von Königinmutter Elisabeth im Jahr 1965. Die Herzen der Belgier gewann Lilian nie, hatte jedoch ein inniges Verhältnis zu ihren drei Stiefkindern.
Der Kleidungsstil von Prinzessin Lilian war sehr aufreizend und wurde in gewissen Kreisen nachgeahmt. So schrieb Jacqueline Kennedy an ihren Designer Oleg Cassini, als sie die Rolle der First Lady übernehmen sollte, sie hätte ihre Kleider gerne „im Stil der Prinzessin von Réthy, jedoch jünger“.

## Kinder
König Leopold III. und seine zweite Ehefrau Lilian hatten drei Kinder:
- Prinz Alexander Emanuel Hendrik Albert Maria Leopold, Prinz von Belgien, geboren in Brüssel am 18. Juli 1942, verheiratet seit 1991 mit Léa Inge Dora Wolman (die Hochzeit wurde erst 1998 publik gemacht); gestorben am 29. November 2009.
- Prinzessin Marie-Christine Daphné Astrid Elisabeth Léopoldine, Prinzessin von Belgien, geboren in Brüssel am 6. Februar 1951. Sie war von 1981 bis 1985 mit Paul Druckner (auch Paul Drake) verheiratet. 1989 heiratete sie in Kalifornien Jean-Paul Gourgues.
- Prinzessin Maria-Esmeralda Adélaïde Lilian Anne Léopoldine, Prinzessin von Belgien, geboren in Brüssel am 30. September 1956, verheiratet seit 1998 mit dem Pharmakologen Sir Salvador Moncada. Sie hat zwei Kinder, ist Journalistin und schreibt unter dem Pseudonym Esmeralda de Réthy.

## Titel

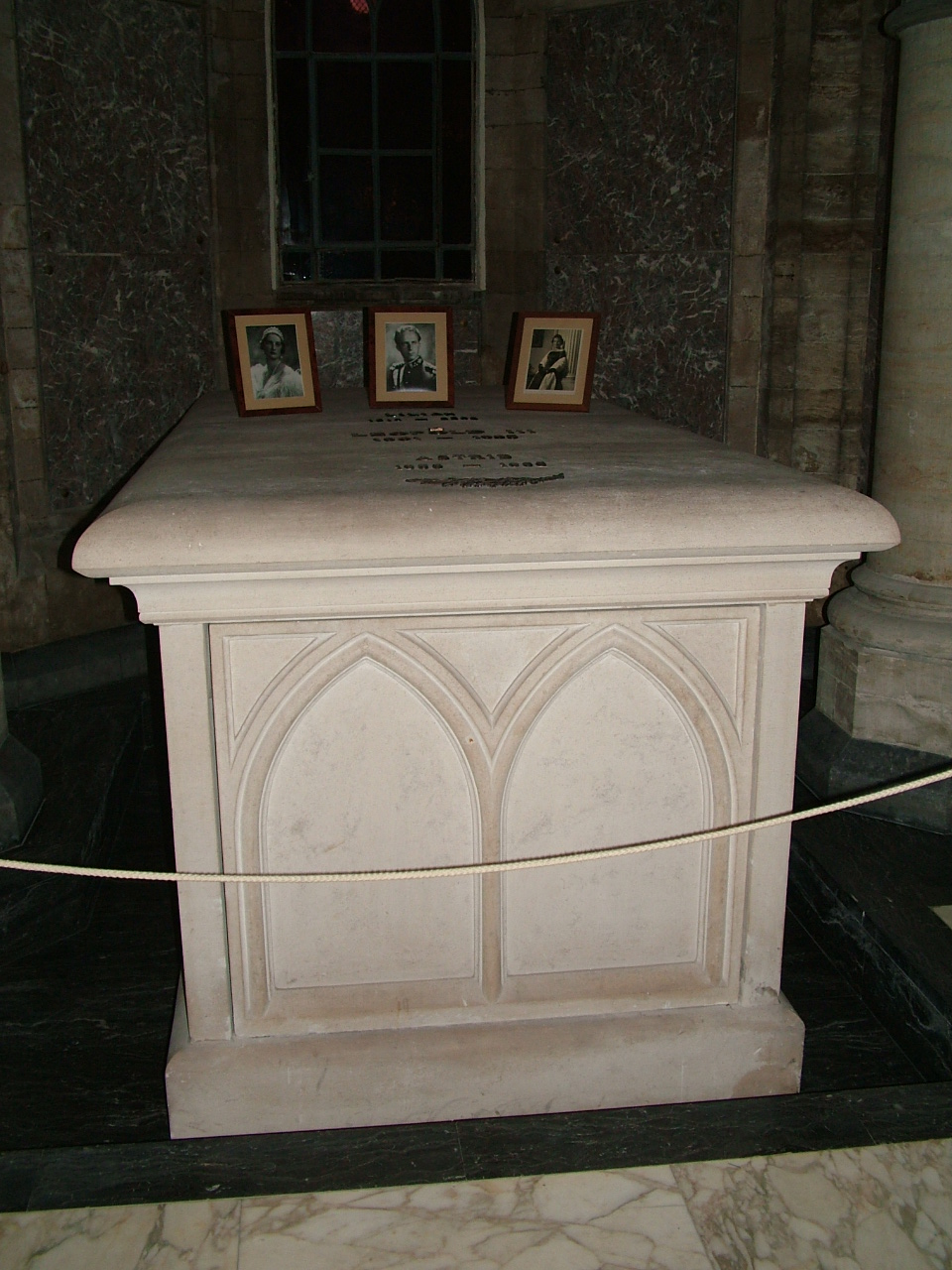
Grabstätte König Leopolds III. und seiner beiden Gemahlinnen

- Madame Mary Lilian Baels (1916–1941)
- Ihre Königliche Hoheit Prinzessin Lilian von Belgien, Prinzessin von Réthy (1941–2002)

## Beisetzung
Prinzessin Lilian von Belgien, Herzogin von Brabant, wurde in der Kirche Notre-Dame von Laeken, Brüssel, im selben Marmorsarkophag wie ihr Gatte Leopold und dessen erste Gemahlin, Königin Astrid, bestattet. Ihre sie überlebenden Stiefkinder (König Albert II. und Großherzogin Joséphine Charlotte von Luxemburg) wie auch ihre Stiefschwiegertöchter Königin Paola und die Ex-Königin Fabiola, Witwe von König Baudouin, wohnten dem Begräbnis bei. Ihr Sohn und ihre jüngere Tochter waren ebenso anwesend, nur ihre zweite Tochter, zu der sich das Verhältnis zunehmend verschlechtert hatte, blieb der Trauerfeier fern.